# Шварц, Анна
Анна Шварц (урождённая Джейкобсон, англ. Anna Schwartz; 11 ноября 1915, Нью-Йорк, США — 21 июня 2012, там же) — американский экономист чикагской школы, научный сотрудник Национального бюро экономических исследований. Наиболее известна её совместная работа с Милтоном Фридманом «Монетарная история Соединённых Штатов 1867−1960 гг.» (1963).

## Биография
Родилась в Бронксе в семье восточноевропейских иммигрантов — раввина Гиллеля Джозефа Джейкобсона (Hillel Joseph Jacobson) и Полины Шайнмарк (Pauline Shainmark). Её отец был ответственным за раввинский контроль кошерности в дистрибьюторской сети мясных продуктов Swift and Co.
Окончила Барнард-колледж (Нью-Йорк). Магистр (1935) и доктор философии (1964) Колумбийского университета. С 1941 года работала в Национальном бюро экономических исследований. Опубликовала ряд работ в соавторстве с главой монетаристского направления в экономической науке Милтоном Фридманом.
Президент Международного атлантического экономического общества (2002—2003).
В 1936 вышла замуж, у неё было 4 детей.

## Основные произведения
- Gayer A. D., Rostow W. W., Schwartz A. J. The growth and fluctuation of the British economy, 1790-1850: An historical, statistical, and theoretical  study of Britain's  economic development.  1953.
- Фридман М., Шварц А. Монетарная история Соединённых Штатов 1867−1960 гг. — Киев: «Ваклер», 2007. — 880 с. (A Monetary History of the United States, 1867−1960, опубликована в 1963);
- «Денежная статистика Соединенных Штатов» (Monetary Statistics of the United States: Estimates, Sources, Methods, 1970, совместно с М. Фридманом);
- «Век британских рыночных процентных ставок, 1874−1976» (A Century of British Market Interest Rates, 1874−1975, 1981);
- «Денежные тренды в Соединенных Штатах и Соединенном Королевстве» (Monetary Trends in the United States and the United Kingdom, 1982, совместно с М. Фридманом);
- Money in Historical Perspective, 1987.